# Kozyra (diabeł)
Kozyra, niekiedy również Kozera – imię jednego z diabłów folkloru polskiego. 
Nazwa wywodzi się z dawnej polszczyzny, kiedy to mianem „kozyry” lub „kozernika” określano karciarza i szulera. Przykładowo Mikołaj Rej w "Żywocie człowieka poczciwego" pouczał: "Tracą czas opilcy, ożralcy, kozerowie". Zatem jak wskazuje etymologia tego słowa ów diabeł specjalizował się w nakłanianiu czeladzi uprawiającej hazard do ryzykowania sporych sum pieniędzy. Upatrzone przez niego ofiary niechybnie przegrywały krocie, lecz mimo to kontynuowały rozgrywkę utwierdzając się w przekonaniu, iż następna partia zakończy się dla nich sukcesem. Oczywisty jest fakt, że zwycięstwo nigdy nie nadchodziło. Gorzej, zdesperowani nieszczęśnicy często zamachiwali się na własne życie zostawiając tym samym swoje rodziny bez grosza przy duszy. Inni posuwali się do morderstw na wierzycielach lub grabieży niewinnych ludzi w celu pozyskania środków na spłatę długów. Wówczas gromki śmiech diabła Kozyry przecinał powietrze, bowiem właśnie dusze kolejnych grzeszników zostawały przez niego ubezwłasnowolnione.